# دوري كرة القدم الإنجليزي 1893–94
دوري كرة القدم الإنجليزي 1893–94 (بالألمانية: Football League First Division 1893/94) هو موسم من دوري كرة القدم الإنجليزي. أقيم خلال الفترة 2 سبتمبر 1893 وحتى 23 أبريل 1894، وفاز فيه أستون فيلا.